# 1858
Năm 1858 (MDCCCLVIII) là một năm bắt đầu từ ngày thứ sáu theo lịch lịch Gregory hoặc năm bắt đầu từ ngày thứ tư chậm 12 ngày theo lịch Julius.

## Sự kiện

### Tháng 6
- 18 tháng 6: Nhà Thanh và Hoa Kỳ ký hòa ước tại Thiên Tân.
- 19 tháng 6: Nhật Bản và Hoa Kỳ ký hiệp ước giao hảo.
- 26 tháng 6: Nhà Thanh và Anh ký hòa ước tại Thiên Tân.

### Tháng 9
- 1 tháng 9: Pháp và Tây Ban Nha đánh Việt Nam (tàu chiến của Pháp và Tây Ban Nha nổ súng ở Đà Nẵng)

## Sinh
- 23 tháng 4 – Max Planck, nhà vật lý người Đức (m. 1947)
- 16 tháng 6 – Gustaf V của Thụy Điển, vua của Thụy Điển (m. 1950)
- 2 tháng 8 – Emma xứ Waldeck và Pyrmont, Vương hậu của Hà Lan (m.1934)
- 13 tháng 8 – Rudolf Diesel, nhà phát minh và kỹ sư người Đức (m. 1913)
- 27 tháng 10 – Theodore Roosevelt, Tổng thống thứ 26 của Mỹ (m. 1919)
- 20 tháng 11 – Selma Lagerlöf, nữ nhà văn Thụy Điển (m. 1940)
- 22 tháng 12 – Giacomo Puccini, nhà soạn nhạc người Ý (m. 1924)
- Không rõ – Hoàng Hoa Thám, thủ lĩnh cuộc khởi nghĩa Yên Thế chống Pháp (m. 1913)

## Mất
- 2 tháng 3 – Nguyễn Phúc Miên Tống, tước phong Hà Thanh Quận công, hoàng tử con vua Minh Mạng (s. 1822).
- 17 tháng 6 – Nữ chúa Lakshmibai (s. 1828).
- 9 tháng 12 – Nguyễn Phúc Miên Khách, tước phong Bảo An Quận công, hoàng tử con vua Minh Mạng (s. 1835).
- Không rõ – Nguyễn Phúc Trinh Huy, phong hiệu Xuân Lâm Công chúa, công chúa con vua Thiệu Trị (s. 1841).
- Không rõ - Nguyễn Công Trứ